# Balham (London)
Balham ist ein Ortsteil des südlich der Themse gelegenen Stadtbezirks Wandsworth im Londoner Westen.

## Lage
Balham grenzt nördlich an Clapham, östlich an Streatham, südlich an Tooting und westlich an das Wandsworth Town zugerechnete Viertel 'Between the Commons'. Der landläufig mit Balham gleichgesetzte Londoner Zustellbezirk SW12 umfasst auch das im benachbarten Stadtbezirk Lambeth gelegene Viertel Hyde Farm, während das südlich des Bahnhofs gelegene Balhamer Gebiet dem Zustellbezirk SW17 zugehört.

## Geschichte
Balham wird im Domesday Book (1086) als Belgeham erwähnt. Seinerzeit gehörte der Gutsbezirk einem Geoffrey Orlateile und umfasste 1,5 Morgen Ackerland und 8 Morgen Weideland, aus dem jener jährliche Einkünfte von zwei Pfund zog. Als alte sächsische Siedlung an der Stane Street genannten Römerstraße von London nach Chichester gelegen, findet man Balham als Ballam, Balham Hill oder Balham Manor auf Landkarten des 17. Jahrhunderts verzeichnet. Seinerzeit gehörte das Gemeindegebiet mehrheitlich zum Kirchsprengel Streatham, während der nördliche Teil in der Gemeinde Battersea lag. Die Gemarkungsgrenze zwischen Clapham und dem seinerzeit Battersea zugerechneten Teil Balhams, als Graben ausgeführt, ist heute noch als Bodendenkmal im Clapham Common nachweisbar.

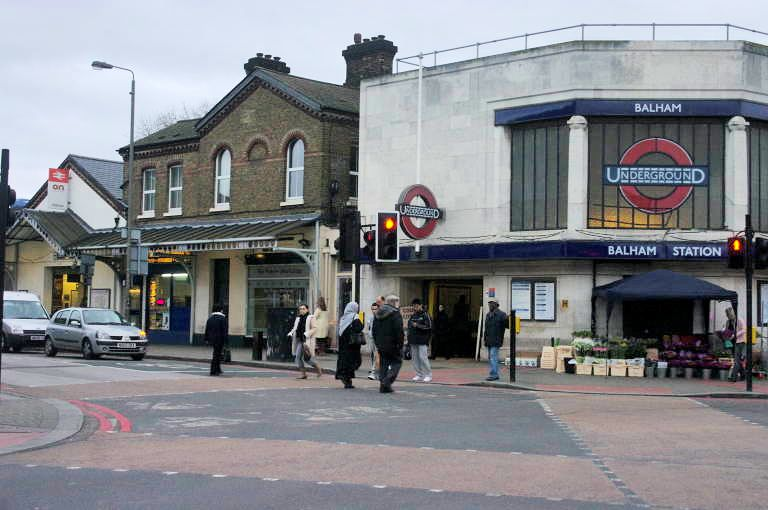
U-Bahn-Station in Balham

Im 19. Jahrhundert wurde Balham zunächst durch die Landsitze wohlhabender Stadtbewohner dominiert, während eine nachhaltige Siedlungstätigkeit und Bebauung erst mit der Eröffnung des an der Linie nach Crystal Palace gelegenen Bahnhofs (1856) einsetzte. Heute ist Balham weitgehend durch die für die Londoner Außenbezirke typische, als mehrheitlich zweigeschossige, an den Hauptstraßen auch dreigeschossige Terraces ausgeführte Reihenbebauung gekennzeichnet, die im sog. Nightingale Triangle zu auch freistehenden Anwesen auflockert. Die meisten Bauten stammen aus der Zeit vor dem Zweiten Weltkrieg. Für Balham typisch sind auch einige als Estates bezeichnete Sozialbauten jüngeren Datums.
Mit der Eröffnung der hinter dem Bahnhof nach Süden abzweigenden Bahnlinie nach East Croydon und der Verlängerung der Northern Line der Londoner U-Bahn über Clapham Common hinaus nach Morden gewann Balham auch an Bedeutung als wichtiger Knotenpunkt im öffentlichen Nahverkehr. Als der Untergrundbahnhof 1940 von einer deutschen Fliegerbombe getroffen wurde, ertranken 64 Personen, an die eine Gedenktafel im Schalterbereich erinnert.
Seit den frühen 1990er Jahren erfreut sich Balham zunehmender Beliebtheit als Wohnort sowohl bei young professionals als auch Familien, die die Nähe zu mehreren guten öffentlichen Schulen suchen. Balham hat seitdem viel von seinem Schmuddelimage verloren (Bedford Hill war jahrelang sprichwörtlich für den Londoner Vorstadtstraßenstrich), wozu auch die Lage zwischen den fußläufig erreichbaren Parks Clapham Common, Wandsworth Common, Tooting Bec Common und Tooting Gaveney Common beiträgt.
Neben Hammersmith hat sich in Balham ein zweites polnisches Siedlungszentrum etabliert, dessen Mitglieder sich im White Eagle Club treffen und ihre Gottesdienste in der gegenüber gelegenen Kirche Christ the King feiern. An der Balham High Road befindet sich über einem Möbelgeschäft  eine Moschee.

## Persönlichkeiten
- Margaret Rutherford (1892–1972), Schauspielerin
- Paul Denniker (1897–nach 1947), US-amerikanischer Komponist und Songwriter
- Nicholas Andre Pinnock (* 1973), Schauspieler, Filmproduzent und Tänzer
- Lisa Knapp (* 1974), Folkmusikerin
- Hannah New (* 1984), Schauspielerin und Model